# Suet (point cardinal)
Pour les articles homonymes, voir Suet.
Suet désigne soit un nom invariable (Suet, le lieu) synonyme de Sud-Est (le lieu), soit un adjectif invariable (suet, la direction) synonyme de sud-est (la direction). Il n'est plus usité aujourd'hui, sauf dans le langage marin.
Suet s'oppose à noroît, synonyme de nord-ouest. Les mots analogues pour la direction perpendiculaire sont suroît et nordet.